# Lappenplastik
Als Lappenplastiken werden operative plastisch-chirurgische Techniken bezeichnet, die (Haut-)Gewebe von einer (entbehrlichen) Stelle des gleichen Individuums an eine neue gewünschte Stelle bringen.
In der Regel handelt es sich um reine Hautlappen, es kann aber jedes Gewebe (Muskel, Knochen, Fett) mit oder ohne Haut sowohl gestielt (also mit seinen zugehörigen blutversorgenden Gefäßen und Nerven als gestielte Ferntransplantation) als auch frei (d. h. mit Anschluss der Blutgefäße an die Blutversorgung der neuen Umgebung) verpflanzt werden. Essenziell für diese Lappenplastiken ist die exakte Kenntnis der Anatomie der Blutgefäße.
Lappenplastiken sind ein uraltes Verfahren zum Ersatz von verlorengegangenem Gewebe. Die erste Beschreibung stammt aus Indien (indian-flap), hier wurde aus Haut der Stirn die abgeschnittene Nase von Ehebrechern rekonstruiert (Indische Nasenplastik). In Europa waren es Heinrich von Pfalzpaint und später der oberitalienische Gasparo Tagliacozzi, der ebenso mit einem Armlappen Nasen der Edelleute rekonstruierte, die sie im Kampf verloren hatten. Erst die exaktere anatomische Kenntnis ließ immer dünnere und beweglichere Lappenstiele zu, die dadurch viel leichter an die erfordernde Stelle zu bringen waren. Allerdings begrenzt der Lappenstiel mit den Blutgefäßen den Radius, in den dieses Gewebe verbracht werden kann.
Die Möglichkeit, auch kleinere Blutgefäße unter dem Mikroskop zu nähen, ermöglichte sogenannte freie Lappen, die komplett vom Körper getrennt werden konnten und dann an ihrer neuen Stelle über mikrochirurgische Anastomosen an den Blutkreislauf angeschlossen werden.

## Nahlappenplastik
Als Nahlappenplastik bezeichnet man insbesondere kleinere Lappenplastiken, bei denen im Allgemeinen nur Haut und Unterhaut den Lappen ausmachen. Diese Lappen sind im Allgemeinen größer als der Defekt, den sie verschließen sollen, zudem sollte die Lappenbasis, d. h. die Stelle, an der der Lappen mit der übrigen Haut verbunden ist, ausreichend breit sein, um die Durchblutung nicht zu beeinträchtigen. Dabei unterscheidet man unterschiedliche Arten der Nahlappenplastik:
- Gleitlappen: auch subkutan-gestielter Insellappen genannt. Hierbei wird die Haut, die in den Defekt verschoben wird, komplett umschnitten und teilweise auch von den tieferen Schichten getrennt. Eine Basis verbleibt jedoch, damit die Durchblutung nicht gefährdet wird. Danach wird der Lappen in den Defekt eingenäht, er "gleitet" sozusagen auf der Lappenbasis in den Defekt hinein.
- Rotationslappen: hier wird ein Lappen präpariert und in den Defekt hereingedreht. Oft ist es notwendig, dass überschüssige Haut, die durch das Drehen übersteht, noch zusätzlich entfernt werden muss (so genannte "Burow-Dreiecke").
- Verschiebelappen: ähnlich wie der Rotationslappen, allerdings wird hier der Lappen nicht in den Defekt gedreht, sondern verschoben. Es gibt auch kombinierte Rotations-Verschiebe-Lappenplastiken.
- Schwenklappen: Der Lappen wird über gesunde Haut hinweg in den Defekt hineingeschwenkt. Kombinierte Schwenklappen sind z. B. der bi-lobed-flap, also ein doppelter Schwenklappen, der ähnlich aussieht wie ein B.